# Bloodgod
Bloodgod was een Nederlandse metalband uit Utrecht met leden die eerder speelden in Hymir, Disquiet, Player, Nuestros Derechos en Agents of Entropy. De stijl van de band wordt omschreven als death metal met twee leadzangers en invloeden uit thrash en black metal.

## Geschiedenis
Bloodgod werd in 2011 opgericht door Michael Schoemaker, Jeroen van Donselaar en Johnny Derechos als project van bands als Warchitect en Nuestros Derechos. De band maakte het podiumdebuut op 12 november 2011 tijdens het Utreg Metaol Fest.
Na een aantal bezettingswisselingen ging de formatie verder als powertrio, met Daan Douma op zang en gitaar, Frank van Boven op basgitaar en zang, en Johnny Derechos op drums.
In 2013 nam Bloodgod hun eerste ep op, genaamd Pseudologia phantastica. De nummers werden opgenomen en gemixt door Quintijn Verhoef in Studio Independent Recordings.
Na de uitgave van het debuut deelde Bloodgod het podium met bands als Cryptopsy en Terrorizer en speelde op verschillende festivals zoals Big Ass Metal Fest, Angelfest Doetinchem, Hemelvaart Metalfest en het Friese Brotherhood Fest.
In 2017 verscheen de tweede release, Catharsis, uitgebracht via het Griekse platenlabel Secret Port. Alle nummers werden opgenomen en gemixt in Mass Audio Studio in Utrecht, Nederland. De mastering werd verzorgd door Jacob Hansen in Denemarken.
De artwork verwijst naar het 'schrickelik tempeest', de brute storm van 1 augustus 1674 die de bisschoppelijke kathedraal in de thuisstad van de band verwoestte. ‘t Schrickelik Tempeest is tevens het enige Nederlandstalige nummer op de release. Een video voor dit nummer verscheen in mei 2018.
In juni 2018 stopte de band. Bloodgod's afscheidsoptreden vond plaats op 30 juni tijdens Big Ass Metal Fest #21 in Utrecht.

## Bandleden
- Daan Douma - gitaar en zang (2012-2018)
- Frank van Boven - basgitaar en zang (2012-2018)
- Johnny Derechos - drums (2011-2018)

## Voormalige leden
- Jeroen van Donselaar - gitaar (2011)
- Michael Schoemaker - gitaar (2011-2012)
- Bart-Jan Hoeijmakers - basgitaar (2011-2012)
- Han Eggink - zang (2011-2012)

## Discografie
- Pseudologia phantastica (2013)
- Catharsis (2017)